# Кренжце
Кренжце (пол. Krężce) — село в Польщі, у гміні Макув Скерневицького повіту Лодзинського воєводства.
Населення — 428 осіб (2011).
У 1975-1998 роках село належало до Скерневицького воєводства.

## Демографія
Демографічна структура станом на 31 березня 2011 року:
|          | Загалом | Допрацездатний вік | Працездатний вік | Постпрацездатний вік |
| -------- | ------- | ------------------ | ---------------- | -------------------- |
| Чоловіки | 216     | 46                 | 138              | 32                   |
| Жінки    | 212     | 31                 | 116              | 65                   |
| Разом    | 428     | 77                 | 254              | 97                   |